# Celiustnița, Montana
Celiustnița (în bulgară Челюстница) este un sat în comuna Ciprovți, regiunea Montana,  Bulgaria. 

## Demografie
Componența etnică a satului Celiustnița
     Bulgari (100%)
     Nicio identificare (0%)
     Altele (0%)
La recensământul din 2011, populația satului Celiustnița era de 78 locuitori. Din punct de vedere etnic, majoritatea locuitorilor (100,0%) erau bulgari. Pentru 0,0% din locuitori nu este cunoscută apartenența etnică.